# Villa di Corliano
La Villa di Corliano est une villa  de la première moitié du  XVe siècle, édifiée comme résidence estivale sur une des pentes ouest du Monte Pisano  sur la commune de San Giuliano Terme en Toscane, le long de la SS12 (la Strada Statale 12 dell'Abetone e del Brennero)  et la précédente Via Julia Augusta et Via Aemilia Scaura, entre les villes de Pise et de Lucques.
Elle fut, à l'origine propriété de la famille des Spini, des marchands et des banquiers, également propriétaire du palais florentin à leur nom, en face du Pont Santa Trinita.
Le Florentin Vincenzo di Luca Pitti décrit  la Villa di Corliano comme « il più bel Palazzo che sia intorno Pisa  » en 1616, avec les plafonds du salon et du vestibule, peints à fresque par le peintre florentin Andrea Boscoli entre 1592 et 1593, qui représentent des scènes mythologiques tirées des Métamorphoses et des Fastes d'Ovide et les signes zodiacaux associés à chaque mois du calendrier.

## Histoire
Le 17 juin 1536 Pietro de Niccolao della Seta achète, aux frères Giovanni et Bernardo de Francesco Spini, un Palazzo da Signore, con una scala di fuora, con un ballatoio davanti la porta maggiore, con fonte e con terra intorno ad uso di detto palazzo.  par un déboursement de 1 500 florins florentins.
Vers 1755, à la suite du mariage de Teresa della Seta Gaetani Bocca (1736-1816) avec le comte Cosimo Baldassarre Agostini Fantini Venerosi (1722-1793), la villa fut restructurée par l'architecte véronais Ignazio Pellegrini (1715-1790).
Dans la première moitié du XVIIIe siècle Henri Benoît Stuart, prétendant jacobite aux trônes d’Angleterre, d’Écosse et d’Irlande, y séjourna, la villa étant mise à sa disposition par le physicien Carlo Matteucci.
Sont notées également les visites de Jacques Ier d'Angleterre, de Christian VI de Danemark, de Gustave III de Suède, de Carlo Goldoni, di Vittorio Alfieri, du général Joachim Murat, de Louis Bonaparte, de Pauline Borghese Bonaparte, de Charles-Albert de Sardaigne, des poètes romantiques George Gordon Byron et Percy Bysshe Shelley.
L'organisation actuelle du jardin remonte à la fin du XIXe siècle : en 1884, à l'occasion des noces entre le comte Alfredo Agostini Venerosi della Seta et la contessa Teresa Marcello, le parc fut rénové en abandonnant la rigide  disposition précédente, le pré face à la villa fut unifié et relevé dans la zone centrale pour à créer une légère pente.
Aujourd'hui, une partie de l'ensemble est réservée aux extra-résidences (Residenza d'Epoca ai sensi della Legge Regionale 42/2000 - art.58)   parle service de  la protection des monuments  historiques du Ministère de la Culture.

## Description
« Palais du Seigneur, avec un escalier dehors, avec une galerie devant la porte majeure, avec une source et de la terre autour à usage du dit palais. Le plus beau Palais qui soit autour de Pise. »

— Vincenzo di Luca Pitti, 1616

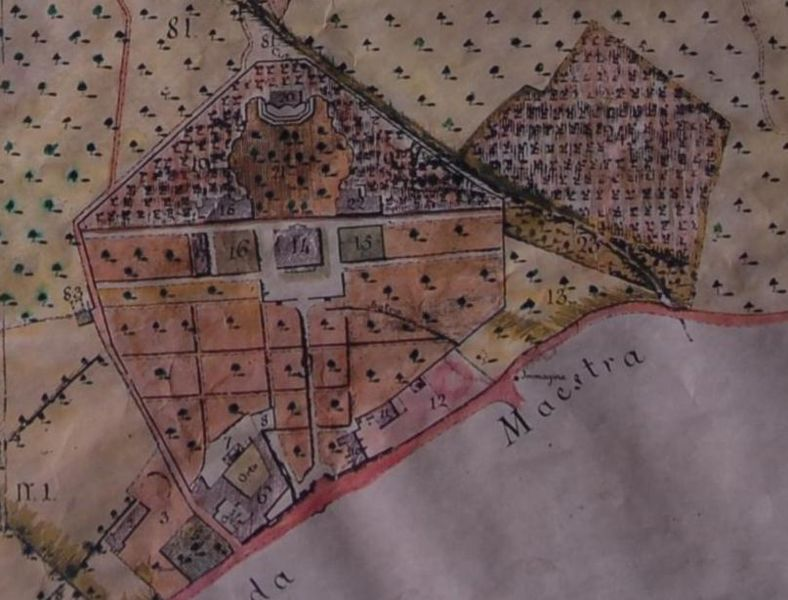
Jardins de Corliano, 1766

Ainsi, en 1616, le florentin Vincenzo Pitti décrit la villa di Corliano, une des nombreuses villas qui, dans le cours des siècles, les riches marchands pisans voulurent construire, comme résidence d’été, le long des fertiles flancs occidentaux du Monte Pisano.
La Villa de Corliano fait partie d’un plus grand complexe immobilier composé de l’antique villa, de la chapelle de famille, de la ferme, du pressoir, des écuries, du kaffeehaus, du parc, des dépendances rurales, du mur d’enceinte et de l’entrée monumentale, d'intérêt historique artistique.
Dans le salon central, la voûte est  décorée de fresques avec Le festin des dieux  et les représentations allégoriques des mois et des signes zodiacaux de la main d’Andrea Boscoli, qui signe et date : Andreas Boscolus Pictor Fiorentinus fecit anno 1592. Aux murs les fresques du XVIIIe siècle des Quattro stagioni, (Quatre saisons) attribuées à Natili et à Matraini comme ceux de la petite église. La première histoire est celle d’Apollon et de Daphné et commence dans le premier petit médaillon du côté droit du salon. Dans celui-ci l’artiste représente Apollon qui bat le serpent Python. Dans une des salles latérales, dite La salle de la musique on peut admirer peintures sur toile, à base de couleurs naturelles obtenues par des jus d’herbes, représentant des scènes mythologiques. Dans le vestibule quelques bustes en marbre du XVIIIe siècle, représentant des empereurs romains, alors que, la voûte est décorée de fresques avec une scène mythologique représentant Pâris offrant la pomme à Vénus, sous le regard attentif  de Junon et Minerve. Dans les ovales latéraux on reconnaît la Piazza del Duomo (Place de la Cathédrale) de Pise, la vue originaire de la villa, le Monte Pania della Croce (Alpes Apuanes), le golfe de Lerici, deux châteaux non identifiés et les portraits des commanditaires.
En 1755 l’architecte Ignazio Pellegrini changea l’approche scénographique de la primitive allée d’accès à la villa de forme rectiligne et en axe avec l’entrée de la villa, il la transforma en un double parcours annulaire, longé, à l’intérieur, par un pré à l’anglaise et, vers l’extérieur, par des bois et des oliviers. Le parc, fastueux et inspiré du rococo, s’étend sur quatre hectares, avec des plantes séculaires et referme à l’intérieur le « Kaffeehaus » du XVIIIe siècle en hommage à celui plus connu du jardin de Boboli, l’écurie et la petite église San Pietro et Paolo, citée avec la Pieve di Rigoli déjà au Xe siècle. Encore aujourd’hui les motifs rocaille sont reconnaissables : grandes baignoires pour les bains d’étés (baquets murés) et la pièce pour le sauna. À l’intérieur du parc la source « du gros figuier », dite aussi « du lait », parce qu’elle aurait la propriété de faire revenir le lait aux accouchées qui l’ont perdu. L’eau de la source provient du mont Solvana, origine de l’antique aqueduc romain di Caldaccoli. Giovanni Tozzetti, en Relation de quelques voyages faits dans différentes parties de la Toscane (1768), raconte d’avoir remarqué dans le parc deux plantes de Corrubio (dont une est encore présente) et un filon de marbre rouge.
La villa est encore aujourd’hui dans la disponibilité des comtes et patriciens pisans Agostini Fantini Venerosi della Seta Gaetani Bocca Grassi, qui ont transformé la scénographie de la résidence en relais raffiné, offrant ainsi à ses propres clients la possibilité de suivre les traces de Stendhal pour : « […] respirer un air doux et pur, voir de superbes paysages, voir de beaux cadres […] voir de belles églises, voir de belles statues et rencontrer les sensations célestes procurées par les beaux arts et par les sentiments passionnés ».

## Sources
- (it) Cet article est partiellement ou en totalité issu de l’article de Wikipédia en italien intitulé « Villa di Corliano » (voir la liste des auteurs).

- (en) Cet article est partiellement ou en totalité issu de l’article de Wikipédia en anglais intitulé « Villa di Corliano » (voir la liste des auteurs).